# Doug Crusan
Doug Crusan (Monessen, 26 de julho de 1946) é um ex-jogador profissional de futebol americano estadunidense.

## Carreira
Doug Crusan foi campeão da temporada de 1973 da National Football League jogando pelo Miami Dolphins.